# Folk Art Center
El Folk Art Center és un museu d'arts i oficis dels Apalatxes situat a la milla 382 de la Blue Ridge Parkway a prop d'Asheville, Carolina del Nord. També acull oficines per als tres socis de Parkway: Southern Highland Craft Guild, National Park Service i Eastern National (conegut com EN).
El Centre, un esforç cooperatiu entre el Southern Highland Craft Guild, el National Park Service i la Comissió Regional dels Apalatxes, inclou moltes artesanies úniques fetes a mà i és l'atracció més popular de Parkway, amb un quart de milió de visitants a l'any.
Obert al públic en la seva ubicació actual l'any 1980, el Centre conté tres galeries, una biblioteca i un auditori, i també hi acull la llibreria i el centre d'informació de l'Eastern National. L'entrada és gratuïta. Un dels principals atractius del Centre és la Centenària Botiga d'Artesania Allanstand del Gremi, que presenta exposicions canviants a les galeries de la seva col·lecció permanent de 3.500 peces d'objectes artesanals que es remunten a principis del segle xx. El Centre també inclou una exposició d'artesania tradicional i contemporània del sud dels Apalatxes.

## Història

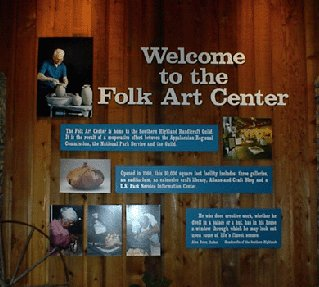

Frances Goodrich, una graduada de Yale, es va traslladar a l'àrea d'Asheville, Carolina del Nord, el 1890 per fer treball missioner per a l'Església Presbiteriana local. Va trobar unes quantes dones que encara estaven teixint cobrellits tradicionals de llana i cotó. Llavors, Goodrich va tenir la idea d'una indústria artesana que ajudés les famílies de muntanya. Va fundar Allanstand Cottage Industries el 1897 al comtat de Madison, Carolina del Nord. Finalment, es va convertir en Allanstand Craft Shop. Després va traslladar el negoci al centre d'Asheville el 1908 i des de la seu de College Street va treballar amb altres líders dl'moviment d'Arts i Oficis del sud.
El 1928 es va formar la idea del Southern Highland Craft Guild. Noliejat el 1930, creixeria fins a convertir-se en una de les organitzacions artesanals més fortes del país. El segon més antic, només darrere de la Societat d'Arts i Oficis de Boston, el Gremi representa a més de 1000 artesans de 293 comtats de 9 estats del sud-est. El Guild s'ha associat amb el Servei de Parcs Nacionals durant més de cinquanta anys i va traslladar la seva seu de manera permanent a la ubicació d'Asheville el 1980.